# Fucino
Il Fùcino è una vasta conca appenninica della Marsica, in provincia dell'Aquila, in Abruzzo, con una superficie pari a circa 160 km². È collocata tra i 650 e i 680 m s.l.m. ed è circondata dai rilievi montuosi del Sirente-Velino a nord-nordest, del monte Salviano a ovest, della Vallelonga a sud e della valle del Giovenco a est-sudest.
Ha contenuto l'omonimo lago, esteso in media 155 km² nonché terzo in Italia per estensione dopo il Garda e il Maggiore, fino al totale prosciugamento avvenuto nella seconda metà dell'Ottocento ad opera di Alessandro Torlonia che fece ampliare e riutilizzare le preesistenti opere di ingegneria idraulica come il canale collettore, l'incile, l'emissario ipogeo e i cunicoli di Claudio, risalenti all'epoca romana.

## Descrizione

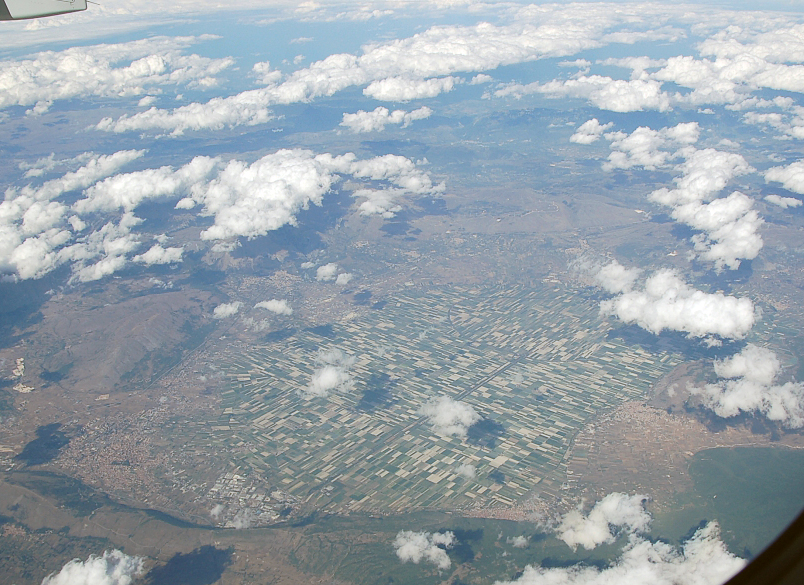
Foto aerea del Fucino

La piana è una depressione geografica di origine tettonica formatasi durante l'orogenesi appenninica tra Pliocene e Quaternario.
Prende il nome dal preesistente lago carsico del Fucino, che a causa dell'assenza di emissari e delle repentine variazioni del livello dell'acqua provocava inondazioni o malsane secche, tanto da essere oggetto di numerosi tentativi di regimazione. Il primo parziale prosciugamento del bacino endoreico avvenne ad opera dell'imperatore Claudio nel 52 d.C., mentre si arrivò allo svuotamento totale della conca fucense nella seconda metà del XIX secolo grazie ad Alessandro Torlonia che ricalcò l'opera idraulica di epoca romana dei cunicoli di Claudio aumentando il numero dei pozzi e ampliando gli sfiatatoi e l'emissario ipogeo. Unitamente ad altre opere, questo comportò il prosciugamento del lago e il miglioramento delle condizioni socio-economiche, suggellato con la riforma agraria del 1950 e l'incremento demografico.
Lungo il bordo fucense, oltre ad Avezzano che è il centro più grande, sorgono popolosi comuni come Celano e Pescina. Ad ovest il Fucino confina con il territorio dei piani Palentini, mentre convergono verso la piana fucense la valle del Giovenco, la Vallelonga e la valle Roveto. Le località circostanti il bacino lacustre venivano scelte dai romani come luoghi di villeggiatura per il clima secco e la presenza di oliveti e vigneti. Dalla seconda metà dell'Ottocento la piana di circa 160 km² è dedita all'agricoltura, in cui il ruolo fondamentale hanno avuto inizialmente i cereali e le barbabietole da zucchero; ora si coltivano soprattutto vari ortaggi e tuberi, tra cui prodotti IGP come la patata del Fucino e la carota dell'altopiano del Fucino.
Oltre agli opifici e ai centri di condizionamento delle colture, vi si trova anche il Centro spaziale del Fucino Piero Fanti. Il teleporto, realizzato a cominciare dal 1963 dalla società Telespazio, è adibito alla gestione da terra delle telecomunicazioni satellitari con i rispettivi satelliti artificiali in orbita per le telecomunicazioni.

### Geologia

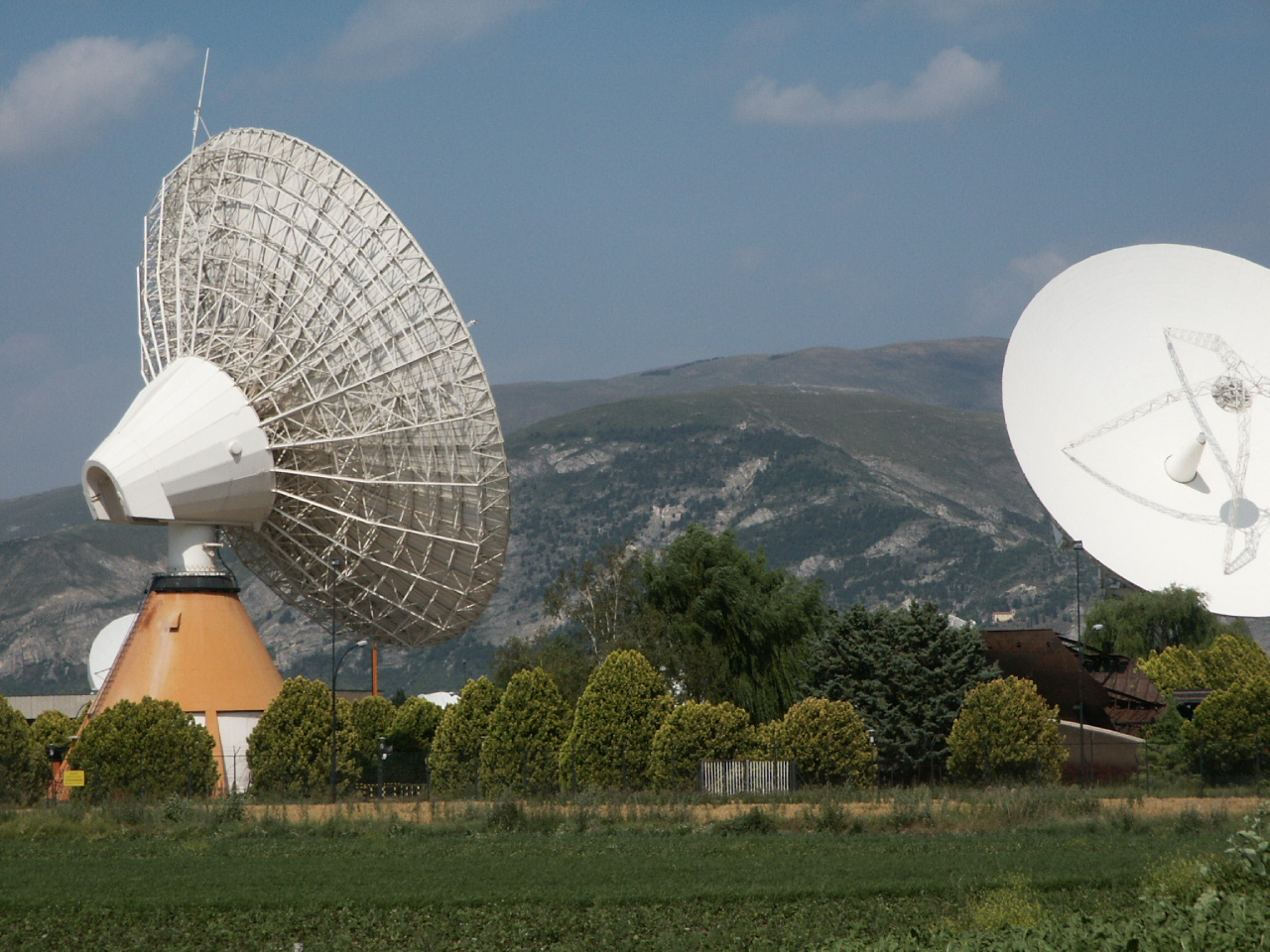
Antenne paraboliche del centro spaziale del Fucino

Il bacino del Fucino è oggetto di numerosi studi geologici di tipo neotettonico, paleosismologico, archeosismologico e paleoambientale per la peculiare "visibilità" dei suoi sedimenti e delle strutture relative alla formazione ed evoluzione del bacino stesso. Nel tempo queste caratteristiche hanno consentito di interpretare inoltre altri settori appenninici il cui contesto era meno chiaro.
Il Fucino è un'ampia depressione tettonica circondata da faglie normali e transtensive attive nel Pliocene superiore-Quaternario. È presente anche una fase deformativa compressiva tardo messiniano-pliocenica inferiore, schematicamente attribuita a quattro principali unità, a direzione grossolanamente NNO-SSE, convergenti a levante: "Costa Grande-Monte d'Aria", "Monte Cefalone-Monti della Magnola", "Altopiano delle Rocche-Gole di Aielli-Celano" e "Monte Sirente". Queste strutture compressive deformano sottostanti strati mesozoico-terziarie appartenenti a due domini deposizionali. Il primo raggruppa una sedimentazione persistente di piattaforma annegata nel Miocene, il secondo alcune aree annegate nel Mesozoico con sedimentazione persistente di scarpata e di bacino, quest'ultima immediatamente a NE del Fucino. In corrispondenza del primo dominio poggiano le calcareniti a briozoi del Langhiano-Tortoniano, mentre vi è una lacuna tra il Cretacico superiore e la fine del Miocene inferiore. Nel secondo dominio invece vi è una maggior continuità fino al Miocene medio. Questa discrepanza potrebbe essersi creata in concomitanza alla fase disgiuntiva legata al rifting liassico che si è mantenuta fino al Miocene medio.
Affiorano depositi continentali alluvio-colluviali attribuibili al Plio-Pleistocene e, in particolare in corrispondenza dell'antico fondo lacustre caratterizzato da sedimenti limosi, all'Olocene.
L'evoluzione quaternaria del bacino è legata all'attività di due principali faglie: una in direzione NO-SE e immersione occidentale, tangente l'ex lago a sudest, e l'altra in direzione OSO-ENE e immersione meridionale, tangente a nord.
Il territorio abruzzese è caratterizzato da una notevole attività sismica, legata prevalentemente a processi di distensione crostale. Il campo deformativo plio-quaternario è tuttora attivo.

### Clima
Il clima della piana del Fucino, data la sua conformazione a conca con fondo piatto, è caratterizzato dalle forti escursioni termiche tipiche delle doline e delle conche soggette a intense inversioni termiche, e in condizioni di cielo sereno con neve al suolo e vento debole o assente vi si possono raggiungere temperature estremamente basse dovute alla quota. La depressione della pianura coltivabile pari a una quarantina di metri favorisce localmente temperature minime bassissime: nel gennaio 1985 si rilevarono −26,5 °C a Telespazio e in località Borgo Ottomila.

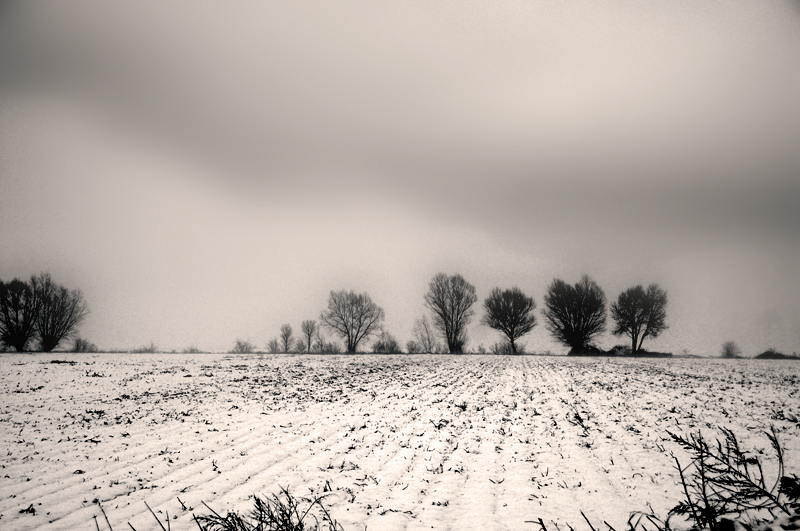
Campi innevati del Fucino

Si presentano di seguito i dati ARSSA, registrati nel periodo 1951-2000 dalla stazione meteorologica di Borgo Ottomila (Celano).
| Borgo Ottomila (1951-2000) | Mesi | Mesi | Mesi | Mesi | Mesi | Mesi | Mesi | Mesi | Mesi | Mesi | Mesi | Mesi | Stagioni | Stagioni | Stagioni | Stagioni | Anno |
| Borgo Ottomila (1951-2000) | Gen  | Feb  | Mar  | Apr  | Mag  | Giu  | Lug  | Ago  | Set  | Ott  | Nov  | Dic  | Inv      | Pri      | Est      | Aut      | Anno |
| -------------------------- | ---- | ---- | ---- | ---- | ---- | ---- | ---- | ---- | ---- | ---- | ---- | ---- | -------- | -------- | -------- | -------- | ---- |
| T. max. media (°C)         | 6,6  | 9,2  | 13,1 | 16,7 | 22,0 | 26,0 | 29,1 | 29,0 | 24,7 | 18,8 | 12,2 | 7,3  | 7,7      | 17,3     | 28,0     | 18,6     | 17,9 |
| T. min. media (°C)         | −3,5 | −2,5 | −0,4 | 2,5  | 6,1  | 9,0  | 10,3 | 9,8  | 7,2  | 3,8  | 0,9  | −2,0 | −2,7     | 2,7      | 9,7      | 4,0      | 3,4  |
| Precipitazioni (mm)        | 63   | 66   | 53   | 57   | 44   | 38   | 30   | 36   | 55   | 75   | 103  | 88   | 217      | 154      | 104      | 233      | 708  |
| Giorni di pioggia          | 8    | 8    | 8    | 9    | 8    | 5    | 4    | 4    | 6    | 7    | 10   | 9    | 25       | 25       | 13       | 23       | 86   |

Nella tabella climatica di Borgo Ottomila compare anche un dubbio estremo assoluto di −32 °C non pubblicato sugli annali idrologici, del quale non esistono prove attendibili.
Secco ai tempi dei romani, prima del drenaggio il clima della conca sarebbe stato più mite rispetto alle condizioni successive al prosciugamento. I dati osservati di temperatura e precipitazioni prima della bonifica sono abbastanza sparsi e non collegabili, mentre fu effettuata una registrazione giornaliera nel periodo 1854-1873 e ogni dieci giorni dal 1866 al 1906. I dati sembrano indicare anche un apparente incremento di fenomeni meteorologici estremi dopo il drenaggio, con precipitazioni più intense d'inverno ed estati più secche, non solo nel bacino ma in un'area più estesa.
In autunno e inverno la conca è spesso soggetta a fenomeni di nebbia e galaverna per via delle basse temperature e l'alto tasso di umidità che si verificherebbe anche a causa della presenza di canali artificiali per l'irrigazione dei campi coltivati. D'inverno a volte compare la neve con accumuli al suolo, specie in occasione di ondate di freddo e perturbazioni provenienti da ovest. L'autunno è la stagione più piovosa, seguita dalla primavera, mentre l'estate è secca, calda e a tratti umida.

## Comuni
- Aielli
- Avezzano
- Celano
- Cerchio
- Collarmele
- Gioia dei Marsi
- Lecce nei Marsi
- Luco dei Marsi
- Ortucchio
- Pescina
- San Benedetto dei Marsi
- Trasacco

## Origini del nome
Il toponimo Fucino deriverebbe dal termine latino Fūcinus che si ricollega all'etnico Fūcentēs, associato da Plinio il Vecchio ai Mārsī, popolo italico che viveva lungo le sponde sud orientali del lago. Il nome Fūcinus sarebbe riconducibile a una base fūk- (da feuk-, alternato con peuk-) che si ritrova anche nel nome Peucetia, in Puglia, con il significato probabile di "luogo melmoso".
Il poeta greco Licofrone chiamò il luogo "palude di Forco" (Φόρκος, Phórkos, lucente), facendo derivare il nome da quello dell'omonima divinità marina; altri autori antichi credevano erroneamente che fosse il lago dei Volsci, in memoria della sconfitta inflitta a loro dai Romani presso le sue rive in epoca repubblicana.
Secondo un'altra ipotesi, il nome deriverebbe dalla presenza di alghe che al tramonto in determinati periodi dell'anno conferivano alla superficie lacustre un riflesso rosso-fulvo, simile al colore proprio della fucìna.
Fino al XIX secolo il bacino era anche detto lago di Celano.

## Storia
Il Fucino era un sistema lacustre carsico, il cui unico immissario vero e proprio era il fiume Giovenco, entrante nel bacino da nord est, appena dopo l'abitato di Pescina. Il lago inoltre raccoglieva, soprattutto nel periodo invernale, le acque di torrenti di piccola portata dal massiccio del Velino-Sirente a nord e dai monti della Vallelonga a sud. Il regime idrico era regolato dall'attività degli inghiottitoi carsici, localizzati soprattutto a meridione alle pendici delle montagne come quello della Petogna nei pressi di Luco dei Marsi. L'assenza di un efficace emissario ha determinato un'alta variabilità del livello del lago. Tali fluttuazioni sono attribuibili in parte al drenaggio carsico o ai movimenti tettonici che interessano la zona, ma soprattutto alle variazioni climatiche come i cambiamenti stagionali delle precipitazioni e del grado d'insolazione, prodotti dai parametri orbitali della Terra (precessione degli equinozi e obliquità dell'eclittica).
| Anno      | Profondità (m)                              | Volumi (m³)   |
| --------- | ------------------------------------------- | ------------- |
| 1783      | 13,49                                       |               |
| 1787      | 17,36                                       |               |
| 1816      | 23,01 (massima conosciuta)                  |               |
| 1835      | 10,23 (minima conosciuta)                   | 715.757.300   |
| 1852      | 14,05                                       | 1.123.224.800 |
| 1853      | 16,18 (accrescimento avvenuto in 40 giorni) | 1.430.928.500 |
| 1859      | 17,78                                       | 1.818.113.500 |
| 1861      | 19,44                                       | 2.500.000.000 |
| 1876      | prosciugamento completato                   |               |
| 1876-1877 | bonifica dell'area                          |               |
| 1878      | dichiarazione ufficiale del prosciugamento  |               |

Nel XIX secolo il lago ha presentato le massime variazioni che si conoscano (12,69 metri di escursione in vent'anni). Durante episodi di piena il lago invadeva in genere solo alcune aree pianeggianti a bassa quota, come quella tra Ortucchio e Venere dei Marsi a sud est, e non i conoidi e i terrazzamenti posti a quota superiore, seppur di pochi metri, a nord e ad est. Gli studi del geologo Carlo Giraudi permettono di localizzare la linea di riva, nei periodi immediatamente precedenti l'ultima bonifica, all'isoipsa a quota 660.
Non è possibile stabilire con precisione le variazioni durante la protostoria, ma probabilmente non si doveva discostare di molto da quella del XIX secolo. Secondo Giraudi, tra 33 000 e 18-20 000 anni fa ci fu un generale aumento del livello lacustre, probabilmente il massimo mai raggiunto, seguito fino a 7 500-6 500 anni fa da un abbassamento, un successivo rialzo fino a 5 000 anni fa, un abbassamento fino a 2 800 anni fa, un innalzamento fino a 2 300 anni fa, un abbassamento fino a 1 800 anni fa, che è continuato fino al XVII secolo della nostra era, raggiungendo i limiti storici. Durante la piccola era glaciale del periodo 1750-1861 si ebbe l'ultimo importante rialzo.
Le acque sono drenate da un sistema di canali di scolo, costruiti nella piana dopo il prosciugamento torloniano e la successiva bonifica, che afferiscono alla galleria principale di drenaggio. Questa attraversa il monte Salviano e riversa le acque nel fiume Liri all'altezza del comune di Capistrello.

### Epoca romana

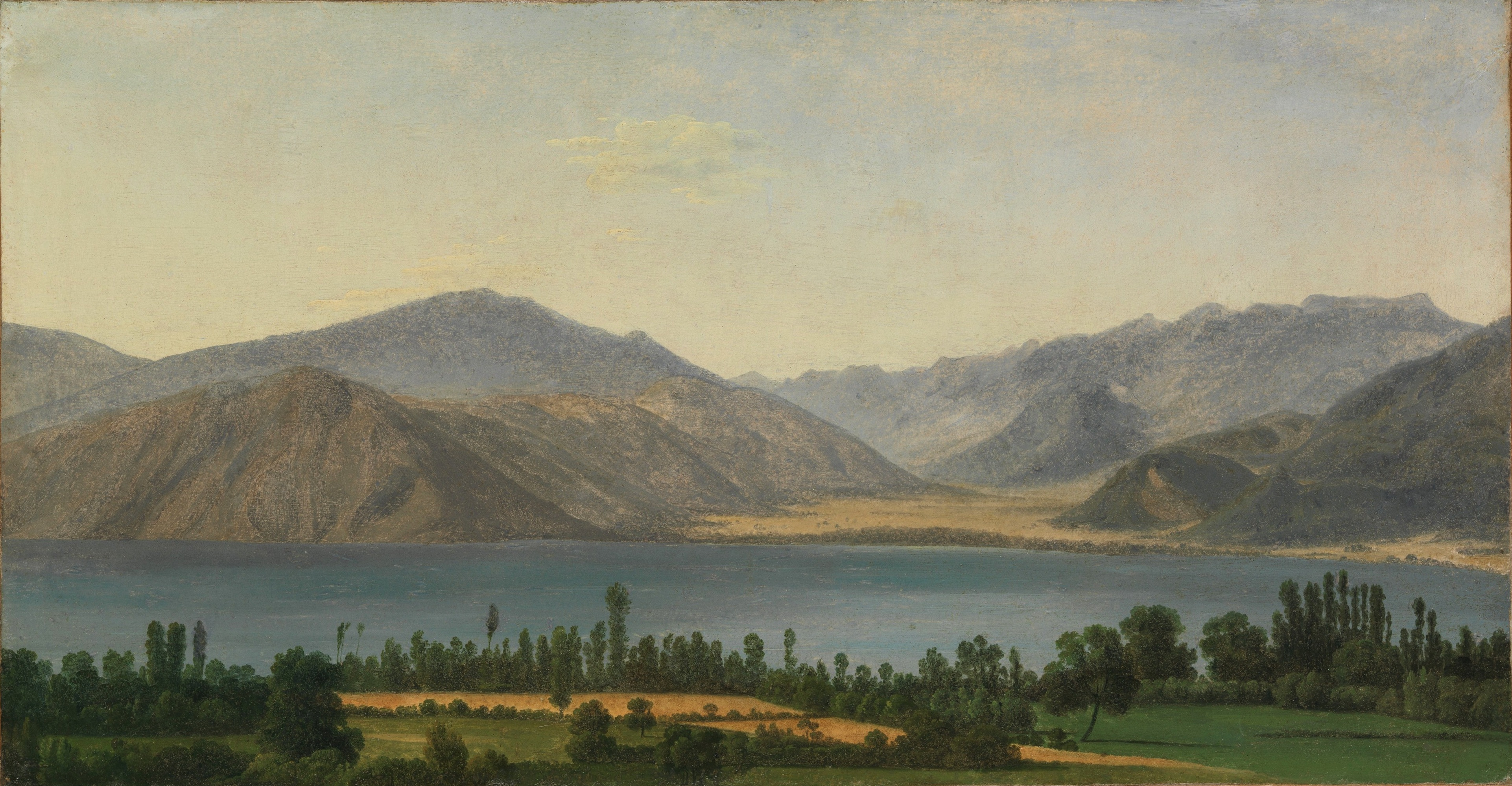
Lac Fucino et les montagnes des Abruzzes, Jean-Joseph-Xavier Bidauld (1789, Metropolitan Museum of Art)

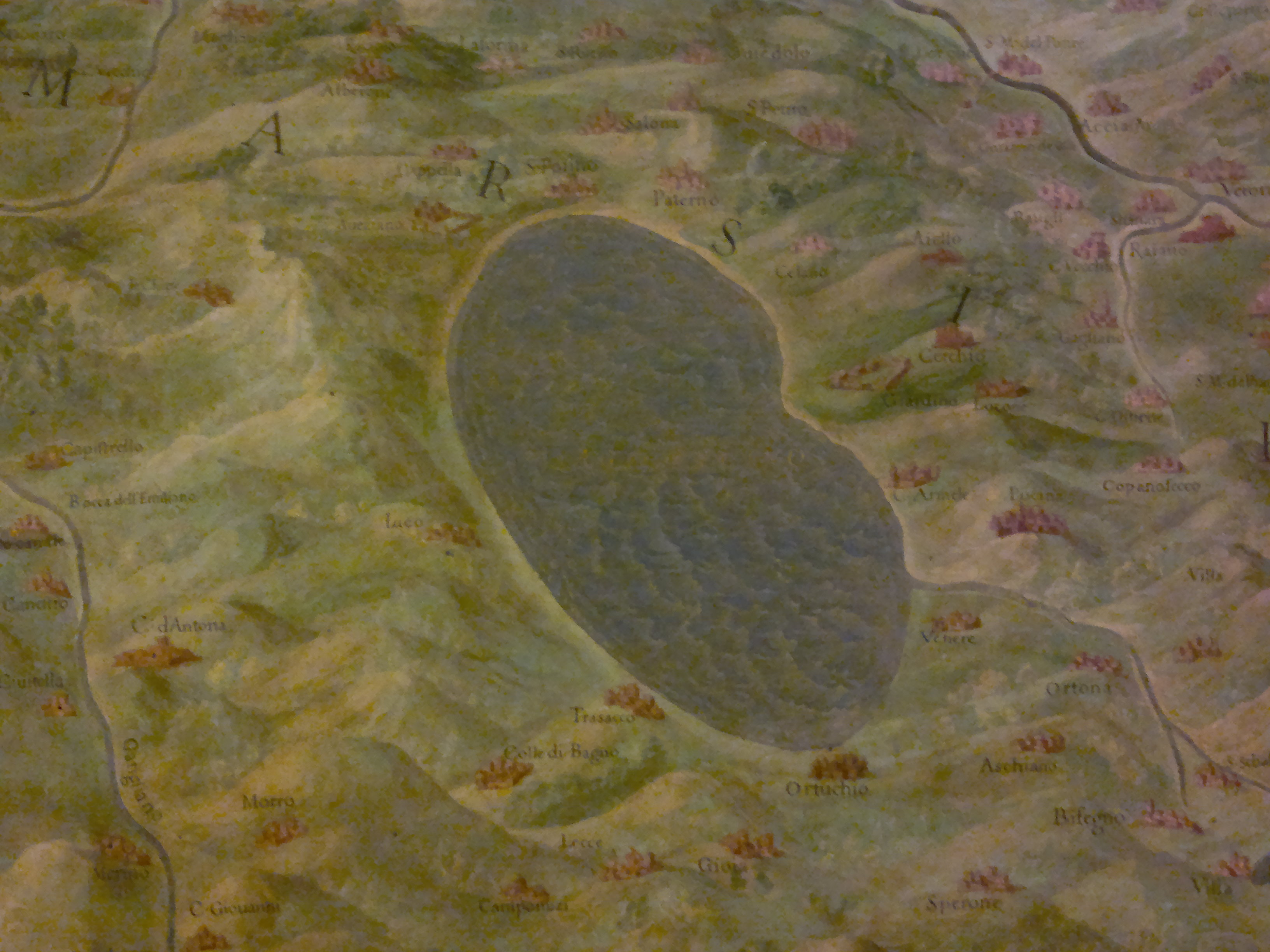
Il lago Fucino e la regione dei Marsi, come appaiono raffigurati nella Galleria delle carte geografiche dei Musei Vaticani

Nonostante i Romani avessero scelto il Fucino come luogo di villeggiatura, fu proprio nella loro epoca che iniziò ad emergere la necessità di prosciugare e bonificare il lago. Le zone meridionali erano quelle più soggette alle inondazioni, quindi, oltre agli ovvi problemi stagionali per gli agricoltori, altro flagello di queste zone paludose era la malaria.

### Il prosciugamento di Claudio

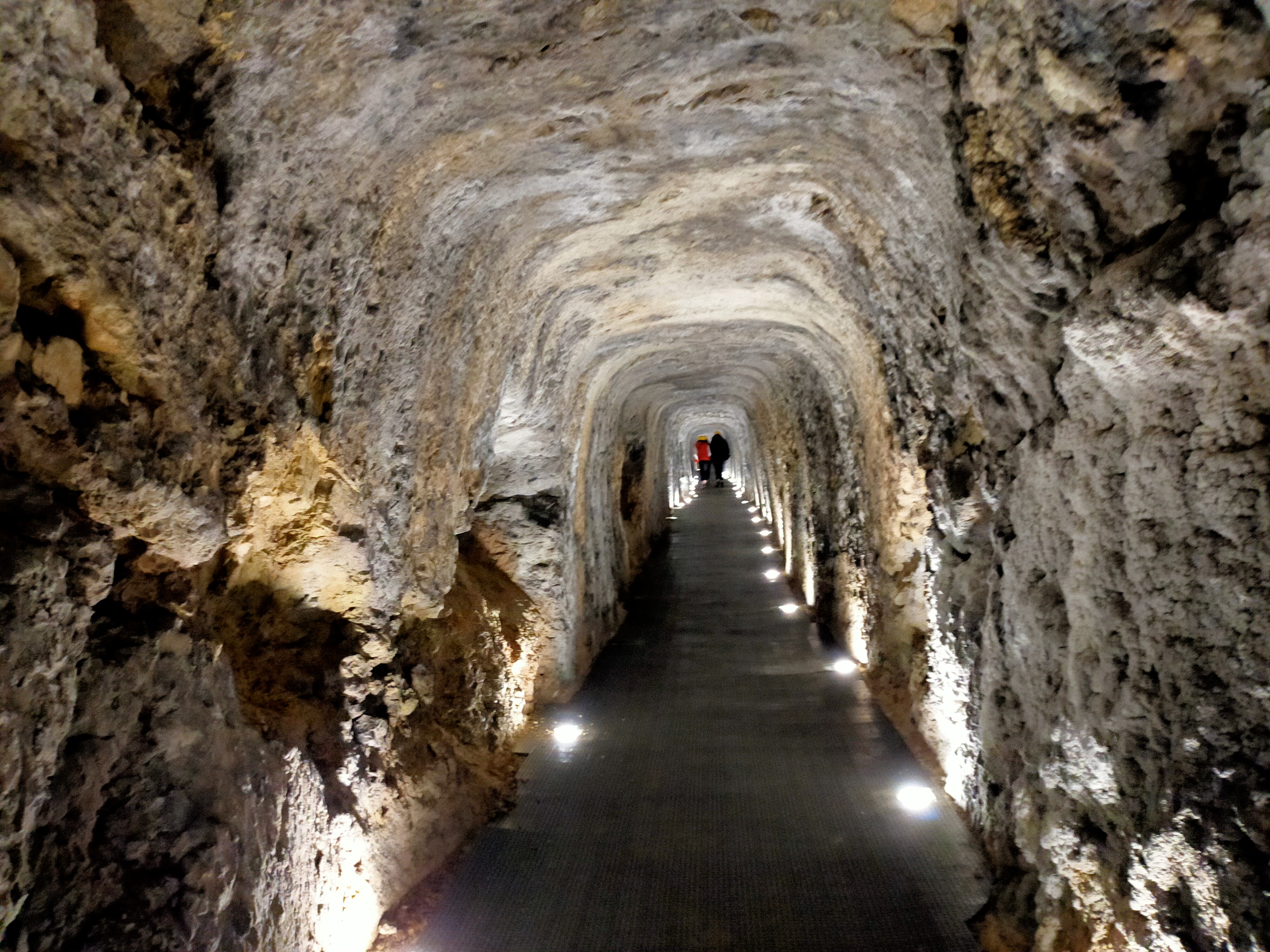
Interno del cunicolo del Ferraro

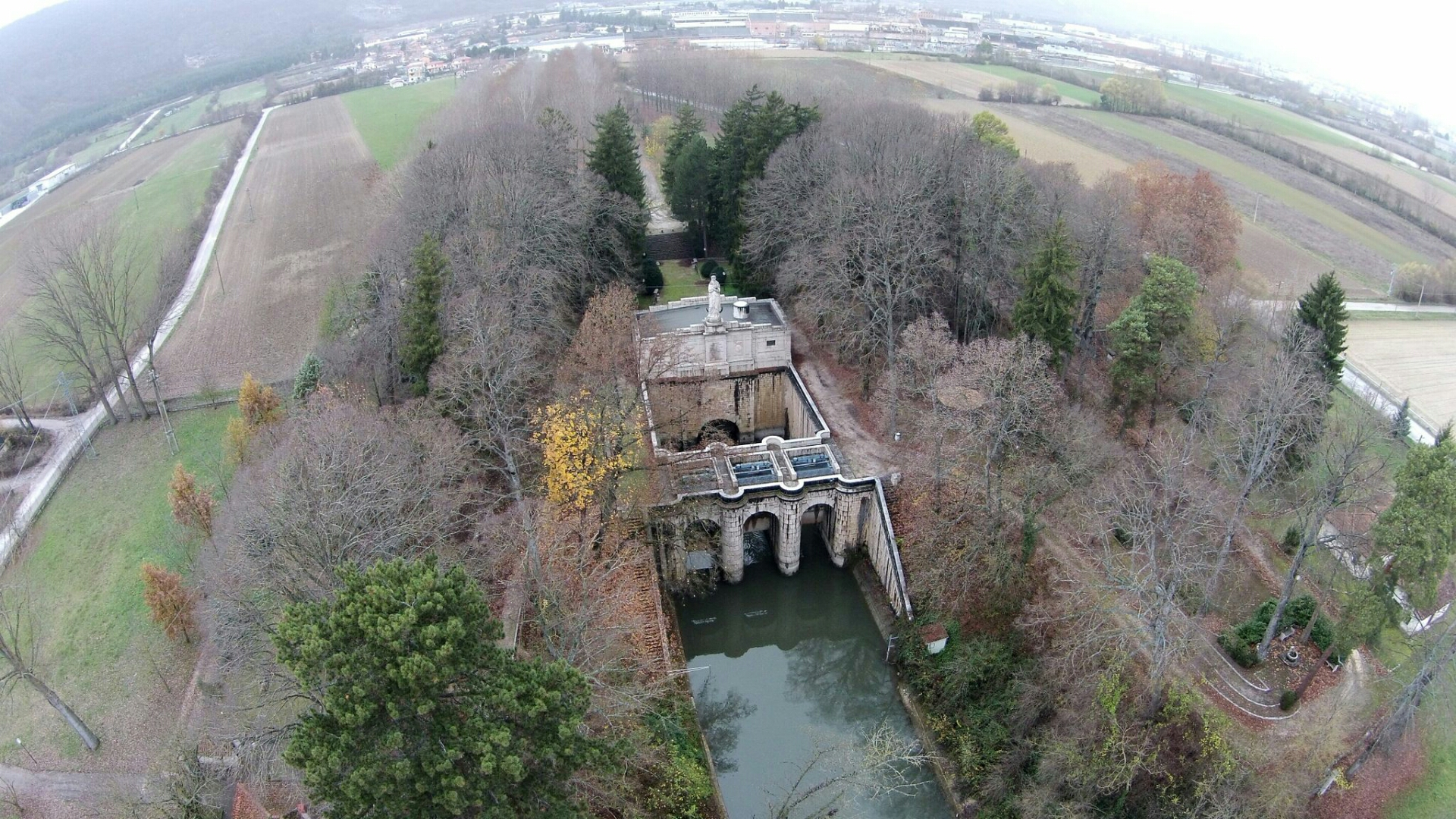
L'emissario claudio-torloniano di Borgo Incile

Dei progetti relativi al prosciugamento e/o alla regimazione e successiva bonifica delle terre emerse, sviluppati in epoca romana, scrissero autori come Plinio il Vecchio, Svetonio, Tacito e Dione Cassio a dimostrazione dell'importanza di tale problematica.
Il primo che volle tentare il prosciugamento del lago fu Cesare, ucciso prima di adempiere al suo proposito. Claudio adoperò in tal senso tra il 41 e il 52 d.C. Secondo Svetonio, per completare l'impresa idraulica vennero utilizzati 30.000 uomini tra schiavi e operai. Per undici anni si lavorò su tre turni di 8 ore in squadre sparse lungo il tragitto del canale sotterraneo e nelle connesse opere di servizio. Il risultato fu la realizzazione di una galleria di 5,6 chilometri capace di drenare parzialmente le acque lacustri nel Liri attraversando il ventre del monte Salviano.
L'esito però non fu quello esattamente progettato. A causa delle numerose frane nell'emissario ipogeo, già durante la costruzione e soprattutto nei periodi successivi all'inaugurazione dell'opera la semplice manutenzione ordinaria non bastava.
Terminati i lavori, Claudio volle celebrare l'opera con fasto organizzando sul lago la naumachia, una battaglia navale tra Rodiesi e Siculi. Al termine della cerimonia venne aperta la diga, ma l'acqua non scolò per via di una piccola frana avvenuta poco prima. Purgato il canale e riaperte le chiuse, un'altra frana causò una grossa ondata di ritorno che si abbatté sul palco dove banchettava la famiglia imperiale. Di questi accadimenti vennero incolpati i liberti Narciso e Pallante, che non erano architetti bensì prefetti dei lavori.
Con l'inaugurazione dell'opera si ottenne di fatto una regimazione delle acque superficiali, tanto che il bacino lacustre si restrinse notevolmente ma non fu totalmente prosciugato, come riportano invece alcune fonti storiche. Tuttavia scemarono i pericoli di inondazioni e di pericoli per la salute, mentre le attività agricole ripresero vigore. L'economia della Marsica e in particolare dei municipi di Alba Fucens, Lucus Angitiae e Marruvium divenne florida e le aree montane circostanti vennero elette a luoghi di villeggiatura.

### Ostruzione dei canali e nuovi progetti
Con la caduta dell'Impero romano e la conseguente mancanza di opere manutentive durante il periodo delle invasioni barbariche, nonché a causa degli effetti di gravi terremoti avvenuti nel periodo compreso tra la seconda metà del IV secolo e l'anno 508 d.C., l'emissario si ostruì totalmente facendo ritornare lo specchio d'acqua ai livelli originari.
Non tanto l'inadeguatezza tecnica (altre opere di uguale complessità erano state costruite dall'ingegno romano), quanto soprattutto il tipo di roccia scavata, bisognosa di manutenzione, portò ben presto e ripetutamente il canale a colmarsi, così da rendere troppo dispendiosi gli interventi riparatori. Infatti dopo i presunti piccoli interventi manutentivi operati sotto Traiano e quelli più importanti e attestati con certezza di Adriano, pochi altri tentarono un approccio. L'ostruzione dell'emissario ipogeo apparve irrimediabile tra il V e il VI secolo.
In seguito la questione del ripristino delle opere claudiane fu affrontata invano da Federico II di Svevia ed Alfonso I d'Aragona. Un altro tentativo fu promosso da Filippo I Colonna che però abbandonò l'idea per mancanza di denaro.
Carlo III di Spagna caldeggiò a sua volta la riapertura del canale. Ferdinando IV re di Napoli invece organizzò uno studio sul territorio e dal 1790 fece incominciare i lavori, che terminarono dopo due anni. Questi, condotti esclusivamente da galeotti, risultarono del tutto inadeguati, essendo costellati di errori tecnici con conseguenti frane, smottamenti e continue infiltrazioni d'acqua. Lo stesso re sostenne confronti e dispute tra vari architetti e ingegneri, fino a che, nel 1826 non iniziò un decennale intervento ad opera dell'ispettore di acque e strade il cavaliere Luigi Giura e il commendatore Carlo Afan de Rivera.
Nel 1835 fu compiuta la restaurazione, ma non terminarono le discussioni, dato che nei 20 anni successivi vi furono continui crolli.

### Il prosciugamento totale di Torlonia
(Alessandro Torlonia)

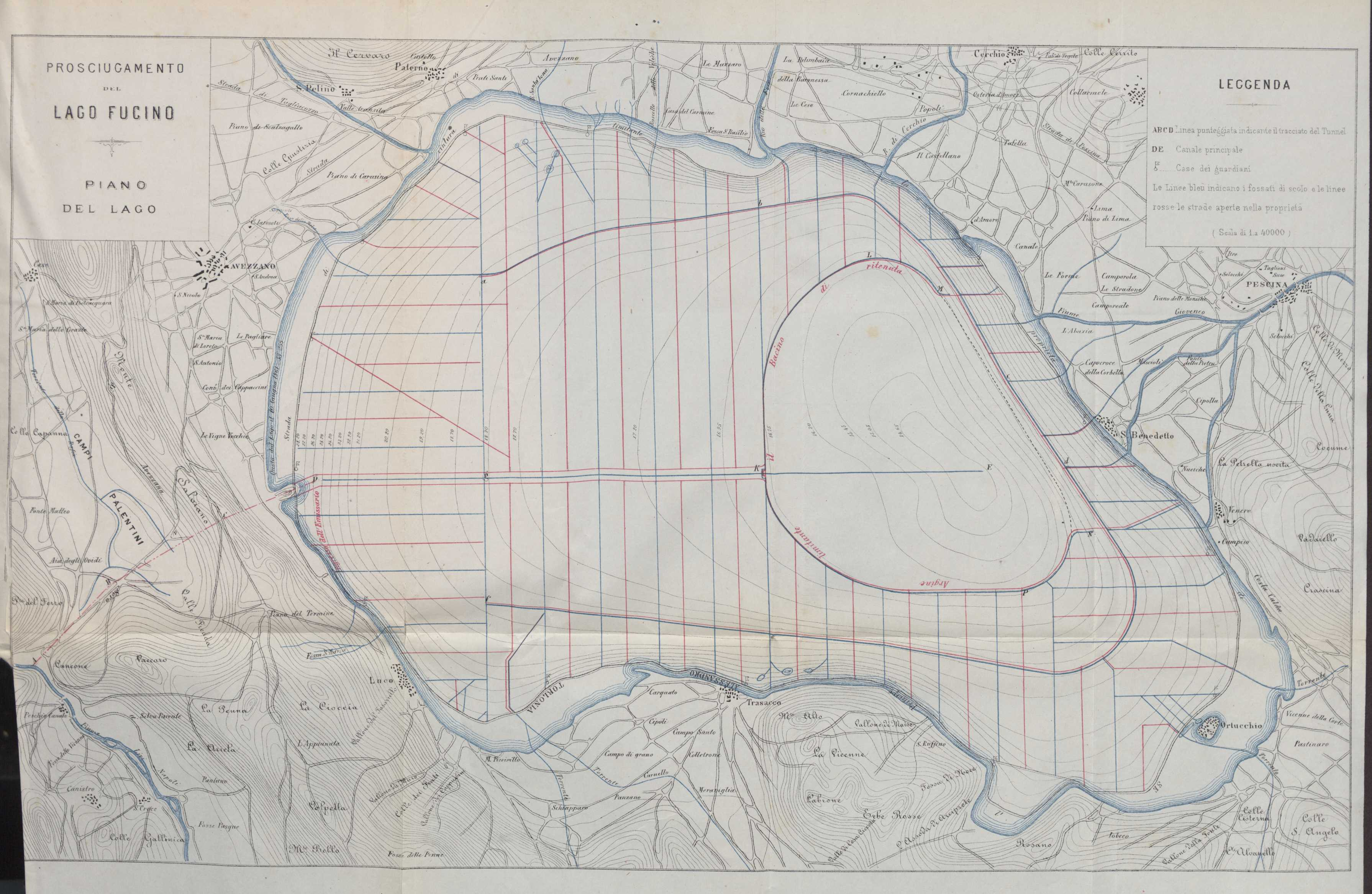
Piano del prosciugamento del lago stampato nel 1875

Il 26 aprile 1852, con Regio Decreto borbonico, fu accordata la concessione dello spurgo e della restaurazione del canale claudiano a una società anonima napoletana nel tentativo di riottenere il prosciugamento del Fucino. Il compenso era in parte costituito dai terreni del bacino lacustre che si sarebbe prosciugato.
Non si intendevano comprese in tale concessione "le mura e i ruderi di antiche città, gli anfiteatri, i tempii, le statue, e generalmente gli oggetti di antichità e belle arti di qualunque sorta", che sarebbero state offerte alle "solerti cure dell'Instituto de' Regii Scavi" e all'insigne Real Museo Borbonico.
Poiché nella società figuravano il banchiere romano Alessandro Torlonia, la cui famiglia era di origini francesi, l'ingegnere svizzero Frantz Mayor de Montricher e l'agente francese Léon De Rotrou, il re Ferdinando II fu accusato di aver concesso il prosciugamento ad "alcuni stranieri per rimeritare segreti e sinistri servigi alla propria causa". La compagnia era invece composta anche da italiani come il principe di Camporeale e il marchese Cicerale, mentre Torlonia la fondò assieme ai signori Degas, padre e figlio, banchieri di Napoli.

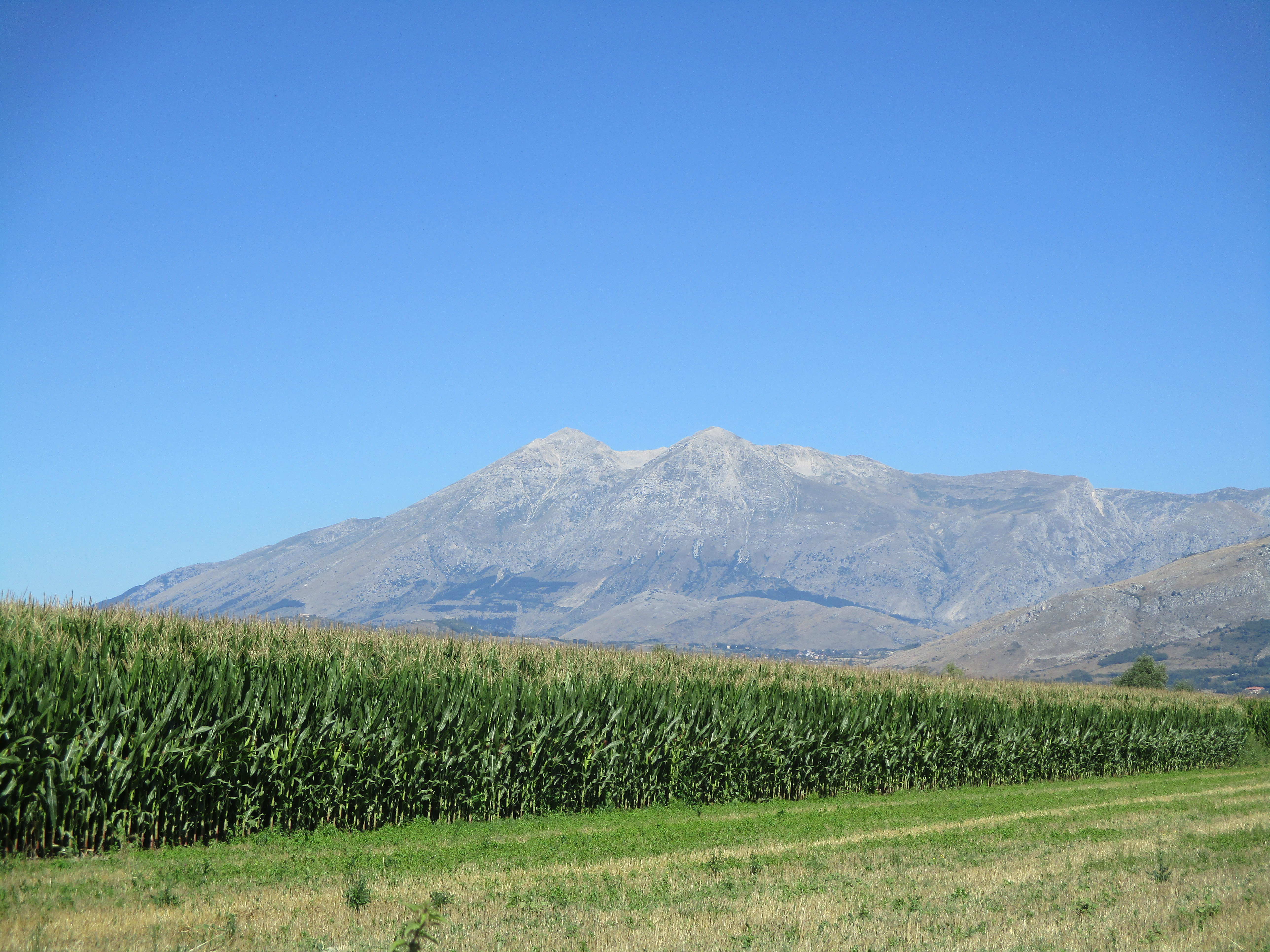
Panorama fucense, sullo sfondo il massiccio del Velino

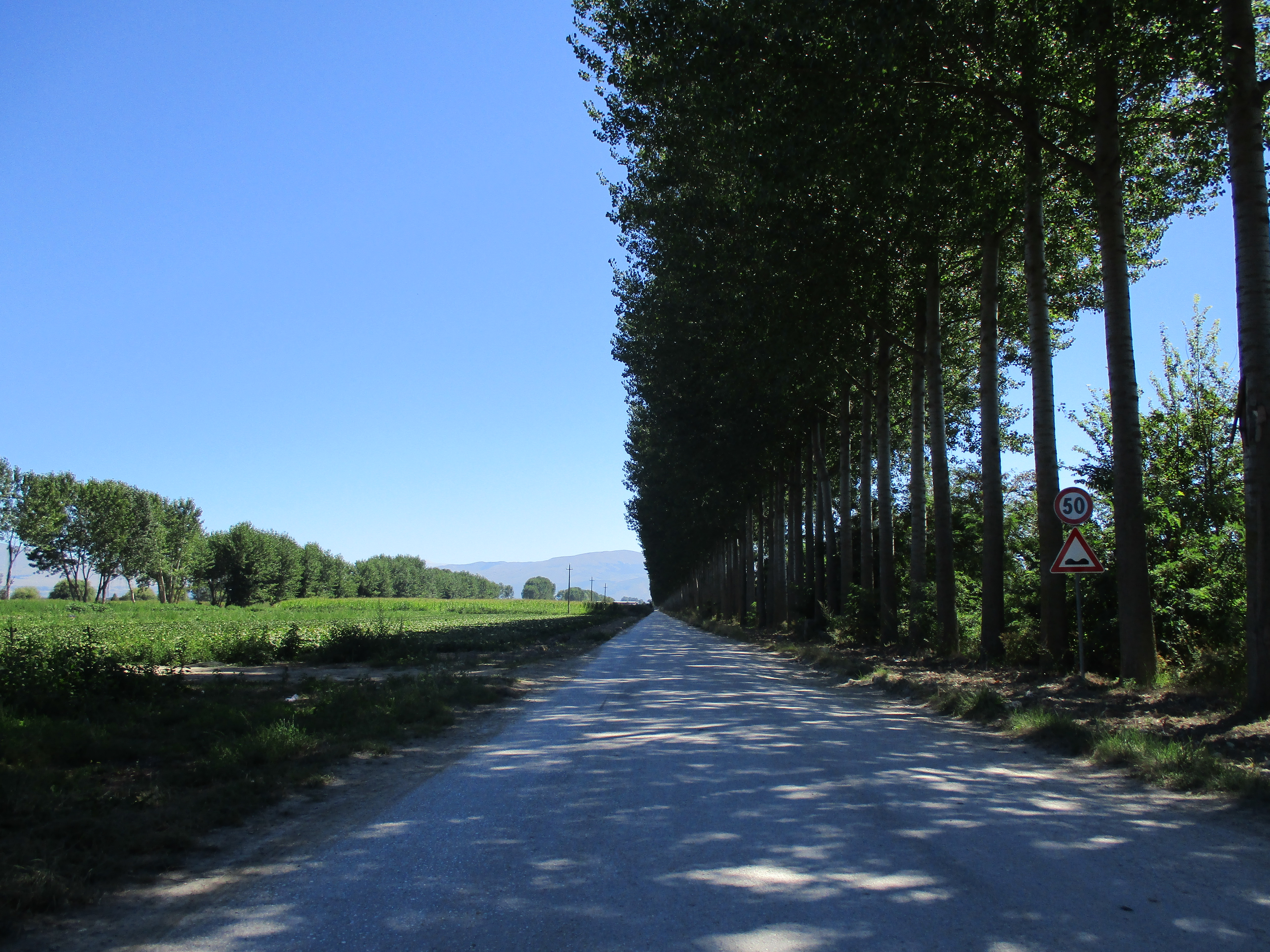
Filare di pioppi in una strada del Fucino

Avendo la società necessità di nuovi fondi, e poiché tutti si tirarono indietro, Torlonia ne acquistò le azioni diventando unico proprietario. Successivamente però, nel 1863, dovette chiudere la sua banca.
I lavori per il prosciugamento iniziarono il 15 febbraio 1854 sotto la direzione dell'ingegnere De Montricher, morto nel 1858. Furono proseguiti dall'ingegnere Henry Samuel Bermont, al quale nel 1869 successe l'ingegner Alexandre Brisse che li portò a termine, insieme alle prime opere di bonifica, nel 1877. Il prosciugamento del lago Fucino fu ufficialmente dichiarato il 1º ottobre 1878.
L'emissario di Claudio era lungo 5.630 metri, ma considerando i canali collaterali, raggiungeva i 7 chilometri. L'opera torloniana, che prevedeva oltre al prosciugamento anche la bonifica dell'alveo, includeva invece una fitta rete di canali, per una lunghezza complessiva di 285 chilometri, e 238 ponti, 3 ponti canali e 4 chiuse.
Il canale claudiano attraversava le aree ad una profondità che variava dagli 85 metri ai 120 metri, mentre alla sommità del monte Salviano si misuravano in quel settore circa 400 metri. L'apertura variava dai 4,11 m² ai 14,80 m², con alzata di 7,14 metri. Il canale torloniano segue la direzione di quello romano, con sezione costante di 19,99 m² e un solaio che varia da 2,39 metri all'ingresso a 0,79 all'uscita, per un flusso ordinario di acqua in uscita di 28 m³, con una capacità massima di 67 m³.
Una volta prosciugato, il bacino doveva essere reso coltivabile e abitabile. Per tale motivo furono realizzate arterie stradali e costruite case e fattorie. Una strada di 52 chilometri, la Circonfucense, ruota attorno alla piana che è attraversata da 46 strade rettilinee, parallele e perpendicolari, per una rete stradale pari a circa 272 chilometri. Oltre ai 24 milioni di lire spesi per il solo prosciugamento, quindi, ne vennero impiegati altri 19.
L'impegno profuso, le risorse economiche e i 4.000 operai al giorno utilizzati per 24 anni, spinsero il nuovo re Vittorio Emanuele a conferire a Torlonia il titolo di principe e una medaglia d'oro, e all'ingegnere Alexandre Brisse l'onore di un monumento al cimitero del Verano a Roma.

### Il terremoto del 1915

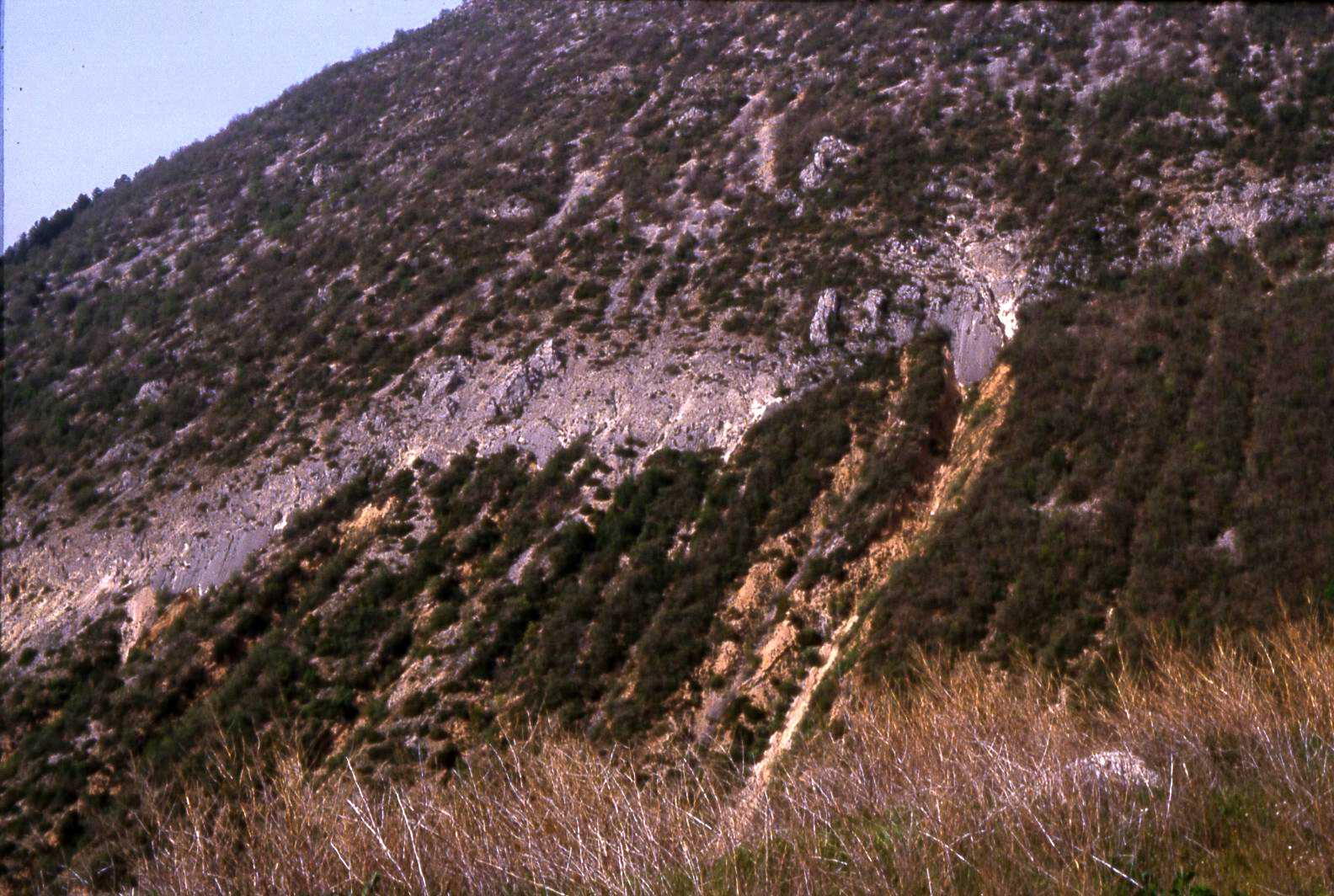
L'espressione superficiale della terminazione meridionale della faglia principale (monte Serrone, Gioia dei Marsi)

Il 1915 fu l'anno di un drammatico terremoto che il 13 gennaio colpì l'intera area della Marsica e diverse province del Centro Italia. Con epicentro nell'area fucense fu uno dei più catastrofici terremoti avvenuti sul territorio italiano causando oltre 30.500 vittime su un totale di circa 120.000 persone residenti nelle aree più disastrate. Nella città di Avezzano perirono 10.700 persone (più dell'80% dei residenti).
Avvenne alle ore 07:52:48 (dato INGV) raggiungendo l'undicesimo grado della scala Mercalli (magnitudo scala Richter 7.0) e nei mesi successivi ci furono almeno un migliaio di repliche. La scossa fu avvertita dalla Pianura Padana alla Basilicata.
Nell'area del Fucino si formarono scarpate di faglia (fagliazione principalmente olocenica), spaccature del terreno, vulcanelli di fango, frane, variazioni della topografia e cambiamenti chimico-fisici delle acque.
L'impianto di drenaggio dell'ex lago sembrò non risentire molto del sisma, tuttavia nel 1920 si decise il rifacimento completo dei tratti di galleria giudicati minacciati, mediante tecniche più evolute rispetto al secolo precedente.

### Lotte contadine e riforma agraria
(Fontamara - Ignazio Silone)

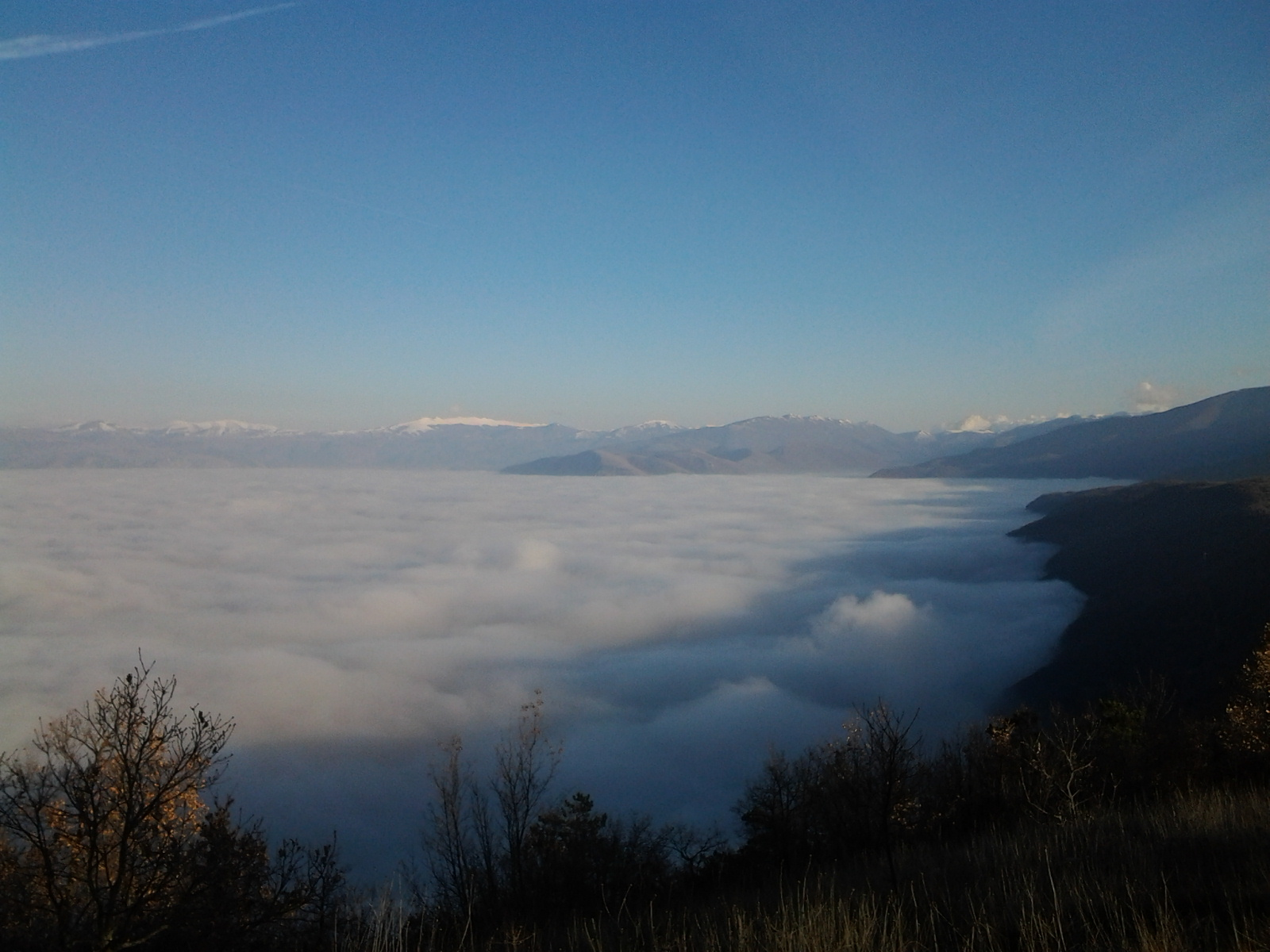
Illusione ottica del lago in un giorno di nebbia. Foto scattata dalla via dei Marsi, sul monte Salviano

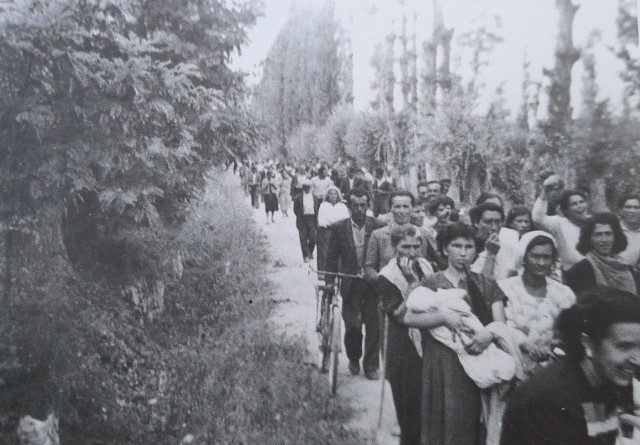
Ortucchio: lotte contadine nel 1950

Sebbene la gloria di Torlonia e del suo operato avesse echi anche fuori Italia, molti non erano contenti, e i problemi iniziarono ben prima del termine dei lavori: i comuni rovetani e della valle del Liri intentarono una lite contro la società perché, aumentando la portata del fiume Liri, erano peggiorate le inondazioni in inverno. I proprietari terrieri che avevano visto inondare le proprie terre con le piene degli ultimi vent'anni volevano rientrarne in possesso. Torlonia fece collocare numerose statue della Madonna in ghisa per segnare i limiti del lago e quindi della proprietà. 2.501 dei 16.507 ettari conquistati furono dati ai comuni circumlacuali, mentre il resto fu proprietà dei Torlonia, divisa in 497 appezzamenti di 25 ettari ciascuno.
I pescatori dei paesi che si affacciavano sul lago erano ora rimasti senza lavoro, con un inevitabile incremento delle famiglie povere. Occorreva convertire le realtà di pescatori in comunità contadine. Molti abitanti di tali luoghi inoltre non volevano coltivare il fondo del lago rubato alle acque, nella paura della malaria e di nuove e più aggressive inondazioni: in effetti si dovette sfruttare manodopera immigrata proveniente soprattutto da Romagna e Marche.
11.248 affittuari si divisero le terre e le subaffittarono. Nel 1930 la piana accoglieva 8.507 proprietà, molte delle quali (77,48%) di meno di 3 ettari, utilizzando solo il 27,10% del terreno. Le proprietà oltre i 10 ettari (fino oltre i 50) coprivano meno del 2% della piana. Nel 1947 le microproprietà (95% del totale) coprivano il 17,5%, mentre l'insieme dei più grandi proprietari (0,15%) ne occupavano il 68%.
A seguito delle lotte contadine del secondo dopoguerra, localmente dette "riverse" ovvero scioperi alla rovescia, la riforma agraria del 1950 portò alla formazione, il 28 febbraio 1951, dell'Ente per la Colonizzazione della Maremma Tosco-Laziale e del Fucino; mutato in seguito in Ente Fucino, ERSA acronimo di Ente Regionale di Sviluppo Agricolo, infine ARSSA acronimo di Agenzia Regionale per i Servizi di Sviluppo Agricolo. Durante le sommosse a Celano, la sera del 30 aprile 1950, vennero uccisi due braccianti che stavano manifestando in piazza, Agostino Paris e Antonio Berardicurti. Tale tragedia è nota come eccidio di Celano.
L'espropriazione terriera fatta ai danni dei Torlonia dovette essere condotta con cautela, poiché l'ente pubblico dovette portare i 15.800 affittuari a 9.918. I circa 29.000 appezzamenti originari furono aggregati in 10.000 unità.
Gli esiti furono un miglioramento della produzione: in dieci anni (dal 1948 al 1958) il grano passò da 26 q/ha a 36 q/ha, le patate da 140 q/ha a 230 q/ha e la barbabietola da 260 q/ha a 388 q/ha.
Tra gli effetti a lungo termine si può segnalare la scomparsa della malaria, accompagnata però da un aumento dell'industria dell'allevamento che si associò, sul piano epidemiologico, alla comparsa della brucellosi animale e umana.
Tutto ciò non fu sostenuto da un regolamentato consumo idrico. Già i romani avevano ipotizzato, in caso di successo della bonifica, di mantenere un Bacinetto di raccolta dell'acqua meteorica. Nel progetto originale di Torlonia il Bacinetto fu pianificato e costruito, anche come raccolta delle acque in caso di riparazioni da eseguire all'emissario. Di fatto l'aumento del consumo idrico, causato dal successivo sviluppo industriale della regione e dall'incrementato uso domestico, ha reso il Bacinetto una riserva insufficiente.